# Fidélis Cabral d'Almada
Fidélis Policarpo Cabral d'Almada (Mansôa, 1929), foi um político do PAIGC (Partido Africano da Independência da Guiné e Cabo Verde), ocupou entre outros cargos, o de Ministro dos Negócios Estrangeiros da Guiné-Bissau entre 1983 e 1984.

## Biografia
Fidélis Policarpo Cabral d'Almada nasceu em fevereiro de 1929 em Mansôa, na região do Oio, na Guiné Portuguesa, hoje Guiné-Bissau. 
Estudou na Faculdade de Direito de São Paulo e durante a sua estadia no Brasil conviveu com José Nunes Pereira do MPLA no Rio de Janeiro.
Tornou-se Ministro da Justiça no governo do Presidente do Conselho de Estado Luís Cabral em 1973, após a declaração de independência de Portugal em 24 de setembro de 1973, reconhecida por Portugal em 10 de setembro de 1974. Manteve o cargo ministerial mesmo após Cabral ter sido deposto em 14 de novembro de 1980 pelo anterior primeiro-ministro João Bernardo Vieira até 1983.
Após a queda de Luís Cabral, devido ao golpe de estado promovido pelo anterior Primeiro-Ministro João Bernardo Vieira de 14 de Novembro de 1980, mantem o cargo e  fica em funções até 1983. No curso de uma remodelação do governo em 1983, ele substituiu Samba Lamine Mané como ministro dos Negócios Estrangeiros e ocupou o cargo até 1984, após o qual Júlio Semedo o sucedeu.
Almada assumiu o cargo de Ministro da Educação, Cultura e Desporto em 1984 no governo do Presidente João Bernardo Vieira e cargo que ocupou até 1989. Mais recentemente, foi Ministro de Estado no Gabinete da Presidência entre 1989 e 1992 e permaneceu neste cargo até 1992.

## Reconhecimento
A Faculdade de Direito de São Paulo, Brasil, homenageou-o no dia 23 de setembro de 1982.